# Château d'Audignies
Le château d'Audignies est un château situé dans la commune d'Audignies dans le département du Nord. Divers éléments du château sont inscrits au titre des monuments historiques en 1984.
L'histoire attribue les origines du château à Guillaume de Sars (1370-1438). Il dispose de douves, alimentées par un affluent de l'Hogneau qui prend sa source à 500 mètres du lieu, et de trois ailes en équerre. Une tour carrée datant de 1420, de près de 9 mètres de côté et de 25 mètres de haut, est située dans un angle. Les deux premiers niveaux sont édifiés en grès et les deux derniers en brique. Sa toiture est en ardoise. L'aile sud, le corps du logis, fut rattachée à la tour au XVIIe siècle. L'accès se fait par un pont-levis. L'édifice est inscrit partiellement aux Monuments historiques depuis 1984. Le château du XVe siècle a été érigé en "maison forte" pour maintenir l'ordre dans le Hainaut puis protéger les habitants. 